# Aerostaat

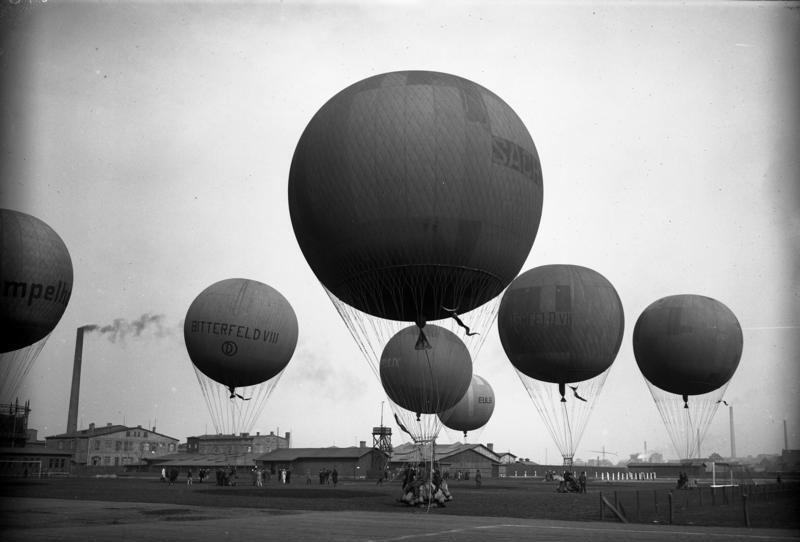
Ballonwedstrijd in Duitsland, 1929

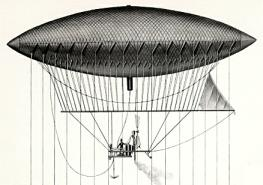
Giffard-Luchtschip, 1852

Een aerostaat is een luchtvaartuig dat kan zweven in de lucht via een opwaartse kracht, via een hefgas, volgens het principe "lichter-dan-lucht". Dit onderscheid hen van aerodynes, die hun liftkracht krijgen door een vleugel en beweging.
De gemiddelde massadichtheid van de aerostaat is lager dan die van de buitenlucht, omdat het geheel vooral bestaat uit een of meer lichte zakken gevuld met een hefgas, namelijk warme lucht of een ander gas met een dichtheid lager dan lucht. In tegenstelling tot aerodynes hoeven aerostaten zich niet vooruit te bewegen door de omringende lucht om omhoog te blijven. Hierdoor kunnen deze aerostaten ook verticaal opstijgen.
Twee types aerostaten zijn de niet-gemotoriseerde luchtballons, die zich voortbewegen door wind, en luchtschepen, die door een motor worden voortbewogen.

## Etymologie
De term komt van het Oudgriekse voorvoegsel "aero-" (lucht) en "statos" (staand). De term werd gebruikt door de Franse Académie des sciences sinds de eerste vluchten in 1783.